# Michel Paillé
Pour les articles homonymes, voir Paillé.
Michel Paillé est un démographe québécois qui s'est spécialisé dans le domaine de la démographie linguistique du Québec et du Canada, spécialité communément appelée démolinguistique.

## Biographie
Formé en démographie aux universités de Montréal et de Pennsylvanie dans les années 1970, il a été professeur au Département de sociologie de l’Université Bishop’s (Lennoxville, Québec) de 1977 à 1980. Il a principalement œuvré dans deux organismes de la loi 101 entre 1980 et 2004 : au Conseil de la langue française (CLF) d'abord, et à l’Office québécois de la langue française (OQLF) ensuite. 
Président de l’Association des démographes du Québec (ADQ) en 1989-1991 et 1991-1993, il fut chercheur associé de 2004 à 2008 à la Chaire Hector-Fabre d’histoire du Québec de l’Université du Québec à Montréal (UQAM). 
On lui doit de nombreux ouvrages portant sur la plupart des aspects de la démolinguistique : langue d'enseignement, migrations et fécondité, substitutions linguistiques, prospectives, études des minorités, etc. Outre son intérêt pour l’impact linguistique des chartes et des lois, il s’est intéressé à des notions théoriques ainsi qu’à la critique des sources et des méthodes. Souvent invité à participer à des séminaires, colloques ou tables rondes, il a été publié dans des actes et dans des ouvrages collectifs. Dans le cadre du «suivi de la situation linguistique» de l’OQLF, il fut le principal rédacteur de deux fascicules : un premier portant sur la population québécoise en général (2005), un second ayant pour objet la langue d'enseignement (2008). En 1995, il a collaboré au Rapport de la Commission nationale sur l'avenir du Québec présidée par Monique Vézina en préparation au référendum de 1995.
Peu après le décès de Jacques Henripin, il a participé à l'hommage que les Cahiers québécois de démographie lui ont rendu. On lui doit un article sur la vulgarisation scientifique intitulé «Faire connaitre la démographie dans les médias. L’exemple de la démolinguistique». En 2019, invité par une revue internationale de linguistique, il a contribué au bilan de la Charte de la langue française après 40 ans. Son texte fait le point sur les «Succès et faiblesses de l’intégration des immigrants par la scolarisation obligatoire en français au Québec». 

### Des premières
Il fut le premier démographe à avoir calculé combien d’adultes vivant au Québec en 2001 avaient été scolarisés en français en vertu de la loi 101. Auparavant, il fut le premier démographe au Canada à avoir estimé combien d’enfants, dans chaque province du pays, avaient un droit constitutionnel en vertu de l'Article 23 de la Charte canadienne des droits et libertés de s’instruire en anglais au Québec ou en français hors Québec (études primaires et secondaires). Il a lui-même procédé à une mise à jour. 

### Des remises en question
Lors de son passage à l'Office québécois de la langue française à partir de 2002, il a effectué un retour aux fondements de la démolinguistique. Ainsi, dès 2003, il a publié un texte théorique et critique : «Démolinguistique 101 : Pertinence et légitimité de la démographie dans le domaine linguistique». Il a eu l'occasion de revenir sur ce sujet dans quelques articles, notamment dans L’Action nationale et dans la série «Le Devoir de philo» en novembre 2007.
À la demande de l’Office québécois de la langue française, Michel Paillé a reconsidéré le traitement traditionnel des données portant sur la langue maternelle et sur la langue parlée, traitement arbitraire qui posait des «difficultés du point de vue de l’éthique [et nous privait] d’informations sur le multilinguisme».
En 2011 et 2012, il a remis en question une interprétation abusive de l’«Indice de vitalité linguistique». Concluant «que les indices de vitalité du français et de l’anglais naviguent sur des échelles qui leur sont propres, […] [l]es comparer sans précaution conduit tout droit à la réification». Citant le démographe Marc Termote, il affirme que les indices de vitalité n’expriment «que partiellement le comportement de mobilité linguistique des groupes linguistiques», car ils sont plus influencés par les facteurs démographiques à l’œuvre (fécondité, mortalité, immigration, émigration).
Faisant une recension d’une très brève publication du Conseil supérieur de la langue française (CSLF), Michel Paillé a dû rappeler quelques notions élémentaires de géographie et de démographie que le CSLF ne respecte pas. De plus, il a jugé nécessaire de revenir sur certains objectifs de la Charte de la langue française comme sur l’«indice de langue d’usage public».
Intrigué par le traitement des données sur les langues de travail par Statistique Canada, Michel Paillé a pu identifier des «sommes d’occurrences», un indicateur rudimentaire qui place les langues principales et les langues secondes sur un pied d’égalité. Ainsi, il a montré que ces sommes ont donné l’illusion d’une stabilisation de l’usage du français au Québec à plus de 94 % entre 2006 et 2016. Or, ce qui fut stable, ce n’est pas l’usage du français, mais plutôt le nombre des occurrences relativement à la population active, les deux ayant augmenté de 6,2% au cours de la décennie. Il a récidivé à cet égard à propos des langues parlées à la maison au recensement de 2021. Son argumentaire s’est appuyé sur la situation du Québec et du Nouveau-Brunswick.

## Publications

### Livres
- Les caractéristiques linguistiques de la population du Québec : profil et tendances, 1996-2006, Montréal, Office québécois de la langue française, 2011, 124 p. (édition électronique en format pdf,  (ISBN 978-2-550-62844-6)).
- La fécondité des groupes linguistiques au Québec, 1991, 1996, 2001, Suivi de la situation linguistique, étude 5, Montréal, Office québécois de la langue française, 2008, 80 p.
- Les réponses multiples aux questions sur les langues maternelles et d’usage dans la population québécoise, d’après les recensements canadiens de 1981 à 2001. Analyse critique de la «répartition égale» des réponses multiples, Montréal, Office québécois de la langue française, collection Langues et sociétés n° 44, 2008, 104 p.
- La langue de l'enseignement : indicateurs pour l'éducation préscolaire, l'enseignement primaire et secondaire, le collégial et l'université, «Suivi de la situation linguistique, fascicule 4», Montréal, OQLF, 2008, 107 p.
- Les caractéristiques linguistiques de la population du Québec : profil et tendances, «Suivi de la situation linguistique, fascicule 1», Montréal, OQLF, 2005, 101 p. (corédacteur avec Charles Castonguay et l'Office québécois de la langue française).
- Migrations interrégionales des groupes linguistiques au Québec, Québec, Conseil de la langue française, 1999, xx-182 p.
- Les écoliers du Canada admissibles à recevoir leur instruction en français ou en anglais, Québec, Conseil de la langue française, 1991, xv-114 p.
- Accroissement de la population allophone au Québec : horizon 2006, Québec, Conseil de la langue française, 1990, 19 p.
- Nouvelles tendances démolinguistiques dans l'île de Montréal, 1981-1996, Québec, Conseil de la langue française, 1989, 173 p.
- Aspects démolinguistiques de l'avenir de la population du Québec, Québec, Conseil de la langue française, 1986, 71 p.
- Contribution à la démolinguistique du Québec, Québec, Conseil de la langue française, recueil d’articles, 1985, 246 p.
- Qu’en est-il des inscriptions à l’école anglaise publique?, Québec, Conseil de la langue française, 1981, xii-120 p

### Ouvrages collectifs
- «Canada’s Official Languages In the Provinces of Québec and Ontario: A Demographic Comparison», dans : Michael A. Morris, ed., Canadian Language Policies in Comparative Perspective, Montréal et Kingston, McGill-Queen's University Press, 2010, p. 297-325.
- Lise Dubois, Jacques Maurais, et Michel Paillé, « L’avenir du français en Amérique du Nord », dans : Jacques Maurais et al. (éd.), L’avenir du français, Paris, Agence universitaire de la Francophonie et Éditions des archives contemporaines, 2008, p. 171-177.
- «Les langues officielles du Canada dans les provinces de Québec et d'Ontario : une comparaison démographique», dans : Michael A. Morris, éd., Les politiques linguistiques canadiennes : approches comparées, Paris, L’Harmattan, 2003, p. 111-152.
- «L’enseignement en français au primaire et au secondaire pour les enfants d’immigrants : un dénombrement démographique», dans : Pierre Bouchard et Richard Y. Bourhis, éd., L’aménagement linguistique au Québec : 25 ans d’application de la Charte de la langue française, Québec, Les publications du Québec, 2002, p. 51-67
- «Diversité de la population québécoise dont la langue d'usage est le français», dans Le pays de tous les Québécois. Diversité culturelle et souveraineté sous la direction de Michel Sarra-Bournet, Montréal, VLB éditeur 1998, p. 87-98
- «Les lois linguistiques dans leur contexte démographique», dans : Réginald Hamel, dir., Panorama de la littérature québécoise contemporaine, Montréal, Guérin, 1997, p. 629-647
- «Le contexte démographique de l'aménagement linguistique au Québec : l'exemple de Montréal», dans Pierre Martel et Jacques Maurais, Langues et sociétés en contact. Mélanges offerts à Jean-Claude Corbeil, Tübingen, Max Niemeyer Verlag, 1994, p. 473-482
- «La Charte de la langue française et l’école : bilan et orientations démographiques», dans : Gérard Lapointe et Michel Amyot, éd., L’état de la langue française au Québec : bilan et prospective, Québec, Conseil de la langue française, 1986, tome 1, p. 67-123
- Michel Paillé et Michel Amyot, «Quelques tendances générales de la situation démolinguistique au Canada et au Québec», dans : Gérard Lapointe et Michel Amyot, éd., L’état de la langue française au Québec : bilan et prospective, Québec, Conseil de la langue française, 1986, tome 1, p. 27-66

### Actes (conférences, colloques, etc.)
- « Migrations interprovinciales au Canada. Qu’en est-il des ‘deux solitudes’ de langues officielles canadiennes? », dans : Lorraine O’Donnell, Patrick Donovan et Brian Lewis, éd., La Charte. La Loi 101 et les Québécois d’expression anglaise, Québec, Presses de l'Université Laval, collection « Langues officielles et sociétés », 2021, p. 61-84.
- «L'été 1995 à la présidence du Conseil de la langue française», dans : Denis Monière, Jean-François Simard et  Robert Comeau, éd., Quatre saisons dans la vie de Marcel Masse, Regard sur l'évolution du Québec contemporain, Québec, Septentrion, 2015, p. 149-162
- «Politiques linguistiques et minorité anglophone au Québec : une perspective démographique», dans : Jean-Pierre Wallot, éd., La gouvernance linguistique : le Canada en perspective, Ottawa, Presses de l’Université d’Ottawa, 2005, p. 99-110
- «Portrait des minorités francophones et acadiennes au Canada : un bilan démographique», dans : Réal Allard (dir.), La recherche en éducation en milieu francophone minoritaire : Bilan et prospectives, Association canadienne d’éducation de langue française et Centre de recherche et de développement en éducation, Faculté des sciences de l’éducation, Université de Moncton, 2003, p. 21-29
- «Lois et projets de lois linguistiques», dans Guy Lachapelle et Robert Comeau, Robert Bourassa : un bâtisseur tranquille, Québec, Presses de l’Université Laval, 2003, p. 271-281
- «Les recensements canadiens et les fichiers administratifs du Québec dans l'étude des groupes linguistiques», Actes del Simposi de demolingüística, Tortosa, 15 i 16 de novembre de 1993, Departament de Cultura, Barcelona, 1995, p. 171-188
- «Aménagement linguistique, immigration et population», dans Le Québec en changement, Montréal, Ministère des Affaires internationales, de l’Immigration des Communautés culturelles, 1995, p. 185-206
- «Le contexte démographique québécois dans les années 1960», dans : Robert Comeau, Michel Lévesque et Yves Bélanger (dir.), Daniel Johnson. Rêve d’égalité et projet d’indépendance, Québec, Presse de l’Université du Québec, 1991, p. 329-334
- «Portrait démolinguistique des cégeps de Montréal», dans : Ernesto Sanchez (ed.), Colloque 1991 : le français au collégial, Jonquière, novembre 1991, p. 64-70
- «Le contexte démographique québécois de l’intégration des immigrants», dans : Elga Tarrab, Ginette Plessis-Bélair et Yves Girault, éd., Les communautés culturelles au Québec et la recherche en éducation, Montréal, Université de Montréal, 1991, p. 29-39
- «L’intégration des allophones à la majorité francophone du Québec : l’apport de l’école», Le français en tête, Québec, CEQ, 1989, p. 59-68
- «Cinq ans après la Charte de la langue française, les transferts linguistiques favorisent toujours l’anglais », dans : Michel Amyot et Gilles Bibeau, éd., Le statut culturel du français au Québec, Québec, Conseil de la langue française, Actes du congrès Langue et société au Québec, 1984, tome 3, p. 159-164
- «Les transferts linguistiques au foyer, 1976-1980 : une mise à jour», ACFAS, Congrès annuel, UQAM, 14 mai 1982. Communication publiée dans : Conseil de la langue française, Rapport annuel 1982-1983, p. 43-47.

### Articles parus dans des périodiques
- « Surenchère sur l'importance des francophones dans l'ïle de Montréal en 2021 », L'Action nationale, CXIII, (novembre 2023), p. 120-130.
- « Jamais l’usage du français au travail n’a atteint 95 % au Québec ! », Vigile Québec, 30 juillet 2023[26].
- « Fuyant face à la critique, M. Charles Gaudreault[27] tombe de Charybde en Scylla », Vigile Québec, 27 mai 2023[28].
- « Examen critique d’une projection démographique de Charles Gaudreault[29], Recherches sociographiques, 63, 3, (septembre 2022), p. 553–566.
- «Le bel avenir du français au Québec selon le chroniqueur Jean-Benoît Nadeau», L'Action nationale, CXII, (septembre 2022), p. 122-129.
- «Les paramètres de la statistique sont suffisants pour décrire la diversité linguistique du Canada», L'Action nationale, CXII, (février 2022), p. 121-131.
- «La langue de travail au Québec en 2006 et 2016. Examen critique du traitement des données de recensements par Statistique Canada», Cahiers québécois de démographie, 48-2, automne 2019, p.213-228 ; 233-234.
- «Succès et faiblesses de l’intégration des immigrants par la scolarisation obligatoire en français au Québec », dans : François Vaillancourt ed., '40 Years of Bill 101 in Québec', Language Problems & Language Planning, Special Issue, 43-2, July 2019, 135-158.
- «Les ‘francophiles’ du Canada anglais selon le ministre Jean‑Marc Fournier», L’Action nationale, CVI-7, septembre 2016, p. 19-24.
- «Faire connaitre la démographie dans les médias. L’exemple de la démolinguistique», dans : Évelyne Lapierre-Adamcy, Réjean Lachapelle et Anne H. Gauthier, La démographie au service de la société, un hommage à Jacques Henripin (1929-2013) (suite), Cahiers québécois de démographie, 45-1, printemps 2016, p.51-69.
- «Deux faces cachées de la vitalité du français et de l’anglais au Québec», L'Action nationale, CII, (décembre 2012), p. 39-49.
- «Des remises en question irrecevables», Bulletin d'histoire politique, 18-3, printemps 2011, p. 218-224 ; recension de : Conseil supérieur de la langue française, Suivre l’évolution de la situation linguistique au Québec au XXIe siècle, Québec, 2009.
- «Un examen critique : Vitalité du français et de l’anglais au Québec», L'Action nationale, CI, (octobre 2011), p. 36-44.
- « L’immigration au Québec dans un contexte de sous-fécondité chronique : un rendez-vous manqué dans le rapport Bouchard-Taylor », Bulletin d'histoire politique,‎ 18-2 (hiver 2010), p. 253-261 (lire en ligne)
- Recension de Christian Dufour, Les Québécois et l’anglais. Le retour du mouton, Montréal, Les Éditeurs réunis, 2008, 149 p., dans : Bulletin d'histoire politique, 18-1 (automne 2009), p. 306-310.
- Recension de Charles Castonguay, Avantage à l’anglais ! Dynamique actuelle des langues au Québec, Montréal, Les Éditions du Renouveau Québécois, 2008, 151 p., dans : Bulletin d'histoire politique, 17-3 (printemps 2009), p. 269-273
- « L’incontournable francisation des immigrants adultes », L'Action nationale,‎ xcviii- 9 et 10, novembre-décembre 2008, p. 36-43 (lire en ligne)
- «Les 30 ans de la loi 101. Le Québec est-il désormais aussi français que l’Ontario est anglais?», L'Action nationale, XCVII-7, septembre 2007, p. 20-33
- «L'immigration et la question linguistique», L'Action nationale, XCVII-3, mars 2007, p. 89-100
- «La portée de la loi 101 se limiterait-elle au domaine public par peur de l’"assimilation"?», L'Action nationale, novembre 2006, p. 23-37
- Recension de Jacques Henripin, Pour une politique de population, Montréal, Les Éditions Varia, 2004, 124 p., dans : Bulletin d'histoire politique, 13-3 (printemps 2005), p. 283-286.
- «Pour renforcer la démographie des minorités de langues officielles au Canada», Bulletin d’histoire politique, 12-2, hiver 2004, p. 239-247
- « Démolinguistique 101 : Pertinence et légitimité de la démographie dans le domaine linguistique », L'Action nationale,‎ xciii-7, septembre 2003, p. 170-204 (lire en ligne)
- «Les groupes linguistiques anglais et français au Canada», Le Rotarien, août 2002, p. 20-24
- «Migrations intérieures des Québécois d’expression française, 1981-1986 et 1986-1991», Cahiers québécois de démographie, 29-1, printemps 2000, p. 147-167
- «Critique de la méthode de Mc Andrew et Ledoux dans l’étude de la concentration ethnique des écoles françaises de l’île de Montréal», Canadian Journal of Regional Science / Revue canadienne des sciences régionales, XXII-3, automne 1999, p. 327-335
- «Les langues tierces au Québec en 1996», Bulletin du Conseil de la langue française, mai 1999, p. 9-11
- «Les immigrants originaires de pays anglophones», Bulletin du Conseil de la langue française, janvier 1999, p. 6.
- Recension de Marc V. Levine, La reconquête de Montréal, Montréal, VLB-Éditeur, 1997, 404-[4] p., dans : Bulletin d'histoire politique, 6-2 (hiver 1998), p. 165-169.
- «La population québécoise francophone : un constat de diversité», Revue de l’Institut de recherche et de formation interculturelles de Québec, IV-1 (premier semestre 1998), p. 71-80.
- « Admissibilité des enfants d’immigrants à l’école de langue anglaise au Québec », L'Action nationale,‎ lxxxviii-4 (avril 1998), p. 13-24
- «Le milieu de l’éducation face à l’immigration : comment peut-on déceler un discours ‘alarmiste’ quand la réalité devance déjà les projections démographiques?», Recherches sociographiques, XXXVIII, 3, septembre-décembre 1997, p. 491-507.
- «La communauté anglophone du Québec et les minorités francophones du Canada anglais : une comparaison démographique», Bulletin d’histoire politique, 5-2, hiver 1997, p. 66-79
- «La migration des Montréalais francophones vers la banlieue : les faits», Bulletin du Conseil de la langue française, juin 1996, p. 7-8
- «L'avenir de la population francophone au Québec et dans les autres provinces canadiennes», Grenzgänge, Beiträge zu modernen Romanistik, 2-3, 1995, p. 42-59
- «Panacée à nos problèmes démographiques ? De fortes migrations internationales», L'Action nationale, LXXXV-1, janvier 1995, p. 66-78
- «L’esquive du gouvernement fédéral concernant l’avenir de la population canadienne», Bulletin d’histoire politique, 1-2, printemps 1993, p. 45-46
- «S’instruire au Canada dans la langue de la minorité francophone ou anglophone», L'Action nationale, LXXXII-4, avril 1992, p. 477-487
- «Choix linguistique des immigrants dans les trois provinces canadiennes les plus populeuses», Revue internationale d’études canadiennes, 3, printemps 1991, p. 185-193
- «L'avenir démographique des francophones de l'île de Montréal», L’Action nationale, LXXXI-2, février 1991, p. 222-233
- «Plus d’immigrants que de naissances dans l’île de Montréal», Bulletin du Conseil de la langue française, 6-3, été 1989, p. 6-7
- «Aménagement linguistique et population au Québec», Revue d'études canadiennes / Journal of Canadian Studies, 23-4, hiver 1988, p. 54-69
- «La situation démolinguistique du Québec : quelques particularités régionales», Bulletin du Conseil de la langue française, automne 1988, p. 4-5
- «Le Québec anglophone : une comparaison sommaire avec les Franco-Ontariens», Bulletin du Conseil de la langue française, 5-2, été 1988, p. 4-5
- «L’immigration massive : une panacée à la dépopulation du Québec», Bulletin du Conseil de la langue française, 3-3, automne 1986, p. 7
- «La charte canadienne et les écoles du Québec : partage des effectifs selon la langue», Interface, 5-1, janvier-février 1984, p. 11-14
- «Attraction des deux principales langues d'enseignement sur les divers groupes linguistiques au Québec, 1969-1970 à 1980-1981», Cahiers québécois de démographie, 10-3, décembre 1981, p. 399-125.
- «Évolution des clientèles scolaires du réseau public de l’île de Montréal dans le contexte des politiques linguistiques des années soixante-dix», Cahiers québécois de démographie, 9-3, décembre 1980, p. 73-95.

### Autres
- Diagnostic démographique de l’état de la francisation au Québec, Montréal, Commission de consultation sur les pratiques d'accommodement reliées aux différences culturelles, 2008, 85 p. (édition électronique en format pdf).
- L’importance de l’espacement des naissances dans la chute de la fécondité au Québec (1946-1971), Mémoire de maîtrise ès sciences (M.Sc.), Département de démographie, Faculté des études supérieures, Université de Montréal, 1976, xii-129 p.
- Formation géo-économique de la Nouvelle-France selon l'historien Charlevoix. Étude critique, Mémoire de maîtrise en histoire, Faculté des études supérieures, Université de Montréal, 1973, x-238 p